# Grand Hamadstadion
Het Grand Hamadstadion (Arabisch: استاد حمد الكبير) is een multifunctioneel sportstadion in Doha, de hoofdstad van Qatar.
Het stadion is de thuisbasis van voetbalclub Al-Arabi en biedt plaats aan 13.000 toeschouwers.